# Velle-sur-Moselle
Velle-sur-Moselle település Franciaországban, Meurthe-et-Moselle megyében. Lakosainak száma 320 fő (2022. január 1.). Velle-sur-Moselle Crévéchamps, Ferrières, Haussonville és Tonnoy községekkel határos.

## Népesség
A település népessége az elmúlt években az alábbi módon változott:
| Lakosok száma | 139  | 236  | 218  | 266  | 296  | 281  | 283  | 302  | 311  | 320  |
|               | 1968 | 1982 | 1990 | 2006 | 2013 | 2015 | 2017 | 2019 | 2020 | 2022 |